# Emil Ludvík
Emil Ludvík (16. srpen 1917 Praha – 15. duben 2007) byl skladatel, aranžér a dirigent, také obhájce lidských práv a odpůrce komunistického režimu.

## Život
Narodil se v Praze. Studoval práva a pak hudební vědu na Filozofické fakultě Univerzity Karlovy (doktorát filozofie získal až po válce, neboť české vysoké školy byly po 28. říjnu 1939 uzavřeny).
Koncem roku 1939 založil studentský Hot kvintet. Během roku 1940 z něj vznikl Orchestr Emila Ludvíka. V orchestru působili např. Jan Hammer st., Vladimír Horčík, Jiří Verberger, Miroslav Vrba, dále zpěváci Václav Irmanov, Zdena Vincíková a Rudolf Cortés.
Jako první trumpetista začínal v orchestru trumpetista Fritz Weiss. Jako žid nemohl s orchestrem veřejně vystupovat, proto se věnoval alespoň aranžérské práci. Tato spolupráce s orchestrem pokračovala i po jeho deportaci do Terezína.
Po 2. světové válce byl tajemníkem prezidenta Edvarda Beneše; v roce 1948 mu mj. navrhoval, aby nástupu komunistů k moci zabránil vyhlášením stanného práva. Za svoje postoje byl pak komunisty vězněn a sledovala jej Státní bezpečnost; živil se jako hudebník. Roku 1967 založil Společnost pro lidská práva; ta rozesílala do škol deklarace OSN o lidských právech, po invazi vojsk Varšavské smlouvy do Československa roku 1968 však byla rozpuštěna (jejím členem byl pozdější kardinál František Tomášek). Podepsal Chartu 77, po sametové revoluci roku 1989 založil Masarykovo demokratické hnutí a jako první s Alexandrem Dubčekem a Václavem Havlem podepsal jeho "Deklaraci". Opětovně byl zvolen jeho předsedou na prvním (1995) i druhém (2000) sněmu Masarykova demokratického hnutí a jeho zásluhou přijala čestné členství Masarykova demokratického hnutí (MDH) již v roce 1990 řada osobností (např. prezident USA George Bush starší, francouzský prezident François Mitterrand, prezident Václav Havel, izraelský prezident Chajim Herzog, vnučky T. G. Masaryka Anna a Herberta, František kardinál Tomášek). V roce 1993 obnovil spolu s doc. Vratislavem Preclíkem a Jaromírem Hořcem vydávání masarykovského časopisu ČAS v původním formátu. Kandidatury na předsedu MDH v roce 2005 se vzdal ze zdravotních důvodů. Jako první předseda MDH v letech 1989 až 2005 je rovněž nositelem Čestné medaile T.G. Masaryka za věrnost jeho odkazu. Tuto čestnou medaili udělovanou předsednictvem Masarykova demokratického hnutí také jako prvnímu osobně (spolu s Jiřím Dienstsbierem a Vratislavem Preclíkem) předal 24. května 1997 na Pražském hradě prezidentu republiky Václavu Havlovi.
Inicioval rovněž vznik Nadace pro postavení pomníku Tomáše Garrigua Masaryka v Praze, Komise pro vyšetřování úmrtí Jana Masaryka, kde zastával jednoznačný postoj ke kauze (byla to vražda) a výstavu celoživotního díla Herberta Masaryka, která byla plně v režii Masarykova demokratického hnutí. Výstavu v Praze na Národní třídě (síň ÚLUV) zahajoval v říjnu 1993 prezident Václav Havel, za přítomnosti obou dcer Herberta Masaryka (dr. Anny a Herberty) a do 21. prosince 1993 ji zhlédlo více než 50 tisíc zájemců o Masarykovo dílo. O dva roky později se zasloužil o realizaci obdobné výstavy "Tomáš Garrigue Masaryk - člověk a umění", jejíž vernisáže se prezident Václav Havel rovněž aktivně zúčastnil.
V roce 2004 byl oceněn Řádem T. G. Masaryka.

## Filmová hudba
- Muž, který stoupl v ceně (1967)
- Dobrodružství s nahým klukem (1964)
- Malý Bobeš ve městě (1962)
- Malý Bobeš (1961)
- Prázdniny v oblacích (1959)
- Jaroslav Vojta, herec čistého srdce (1959) … hudební režie
- Brankář bydlí v naší ulici (1958)
- Cestou k divákům (1958)
- Když film promluvil (1958)
- Když oživly fotografie (1958)
- Přišel na návštěvu (1956) (krátký)
- Vzorný kinematograf Haška Jaroslava (1955)
- Malý sen (1955) (krátký)